# Eurycea chamberlaini
Eurycea chamberlaini är en groddjursart som beskrevs av Harrison och Sheldon Guttman 2003. Eurycea chamberlaini ingår i släktet Eurycea och familjen lunglösa salamandrar. IUCN kategoriserar arten globalt som otillräckligt studerad. Inga underarter finns listade i Catalogue of Life.